# Campylomormyrus numenius
Campylomormyrus numenius е вид лъчеперка от семейство Mormyridae. Видът не е застрашен от изчезване.

## Разпространение и местообитание
Разпространен е в Демократична република Конго и Централноафриканска република.
Обитава сладководни басейни, реки и канали.

## Описание
На дължина достигат до 65 cm.